# イヴ・ランパールト
イヴ・ランパールト（Yves Lampaert、1991年4月10日 - ）は、ベルギー・ウェスト＝フランデレン州出身の自転車競技（ロードレース）選手。

## 経歴
2013年、トップスポートフラーンデレン・バロワーズにてプロキャリアスタート。
2015年、エティックス・クイックステップに移籍。
2016年、アキレス腱の負傷により、戦線離脱を強いられる。
2017年、本年度よりUCIワールドツアーに格上げされたドワルス・ドール・フラーンデレンにて優勝。
ブエルタ・ア・エスパーニャの第2ステージで優勝し、自身初のグランツール区間優勝とリーダージャージを手に入れた。
2018年、ドワルス・ドール・フラーンデレンを連覇。

## 主な戦績

### 2012年
- ベルギー選手権・U23　優勝（個人タイムトライアル）

### 2013年
- フロット・プライス・ファン・デ・スタット・ヘール　優勝

### 2014年
- アルンヘム＝フェーネンダール・クラシック　優勝

### 2015年
- ドリダーフス・ファン・ウェスト＝フラーンデレン　総合優勝、ポイント賞、新人賞（第1ステージ優勝）

### 2017年
- ドワルス・ドール・フラーンデレン　優勝
- ベルギー選手権　優勝（個人タイムトライアル）
- ブエルタ・ア・エスパーニャ　区間優勝（第2ステージ）

### 2018年
- ドワルス・ドール・フラーンデレン　優勝
- ベルギー選手権　優勝（ロードレース）

### 2019年
- パリ〜ルーベ　3位
- ツール・ド・スイス　区間優勝（第8ステージ・個人タイムトライアル）
- オコロ・スロベンスカ（英語版）  総合優勝
- ヨーロッパ選手権（英語版） 2位

### 2020年
- デ・パンネ3日間 優勝

### 2021年
- ベルギー選手権　優勝（個人タイムトライアル）
- ツアー・オブ・ブリテン 区間優勝（第7ステージ）

### 2022年
- バロワーズ・ベルギー・ツアー 区間優勝（第3ステージ・個人タイムトライアル）
- ツール・ド・フランス 区間優勝（第1ステージ・個人タイムトライアル）

### 2024年
- ツール・ド・スイス　区間優勝（第1ステージ・個人タイムトライアル）